# Стратегия мёртвой кошки
Стратегия мёртвой кошки (умерщвление кошки) — политическая стратегия ведения коммуникаций, при которой умышленно создаётся шокирующий громкий инфоповод для того, чтобы отвлечь внимание от проблем или действия политических сил. Название этой стратегии связывают с экс-мэром Лондона Борисом Джонсоном и австралийским политическим стратегом Линтоном Кросби.

## Происхождение
Во время работы на посту мэра Лондона Джонсон написал колонку, которая вышла 3 марта 2013 в The Telegraph, в которой тот описывает «стратегию мёртвой кошки» как часть глобальной австралийской политической системы коммуникации. Данная стратегия, по мнению Джонсона, используется в тех случаях, когда все аргументы уже исчерпаны, а факты используются против власти.

Есть одна абсолютно бесспорная причина, в том чтобы «бросить дохлую кошку на обеденный стол» — и я не имею в виду то, что люди будут встревожены или возмущены. Это верно, но это не имеет значения. Ключевым моментом, как говорит мой австралийский друг, является то, что все будут кричать: «Боже, приятель, на столе дохлая кошка!» Другими словами, они будут говорить о дохлой кошке — о том, о чём вы хотите, чтобы они говорили. И они не будут говорить о проблеме, которая причинила вам столько беспокойств.
Джонсон нанял Линтона Кросби в качестве управляющего своей предвыборной кампанией на пост мэра Лондона в 2008 и 2012 годах. Именно по этой причине британская пресса называет Кросби тем самым «австралийским другом», о котором пишет Джонсон в своей статье.

## Использование
Аналитики считают, что «стратегия мёртвой кошки» используется не только для того, чтобы уйти от спора в случае отсутствия аргументов, но также и чтобы избежать ответственности. Также исследователи считают, что данную стратегию нельзя использовать постоянно, поскольку повторяющиеся инсценировки резонансных псевдособытий не могут остаться незамеченными, а потому эффект от них в таком случае будет постепенно снижаться.